# توماس كارتر (سياسي)
توماس كارتر (بالإنجليزية: Thomas Carter)‏ هو سياسي نيوزلندي، ولد في 24 يناير 1827 في المملكة المتحدة، وتوفي في 27 فبراير 1900 في بلنهيم في نيوزيلندا.